# 남중국해-스프래틀리 전역
남중국해-스프래틀리 군도 전역(베트남어: Chiến dịch Trường Sa và các đảo trên Biển Đông)은 베트남 전쟁 말기인 1975년 4월에 발생한 해상 작전이다. 이 작전은 스프래틀리 군도와 남중국해(베트남에서는 동해로 알려짐)의 다른 섬들에서 일어났다. 비록 전쟁의 최종 결과에 큰 영향을 미치지는 않았지만, 베트남 인민군 해군(VPN)과 남베트남 민족해방전선(VC)이 남베트남이 점령하고 있던 일부 스프래틀리 군도(베트남어: Trường Sa) 및 베트남 남동 해안의 다른 섬들을 점령함으로써 1975년 통일 이후 베트남 사회주의 공화국이 다양한 섬 집단에 대한 주권을 주장하는 데 도움이 되었다. 북베트남의 목표는 베트남 공화국 육군(ARVN)이 점령하고 있는 모든 섬들을 점령하는 것이었고, 결국 북베트남의 완전한 승리로 끝났다.

## 배경
1975년, 베트남 인민군(PAVN) 부대가 1975년 춘계 공세의 일환으로 사이공을 향해 진격하고 있을 때, 북베트남 최고사령부는 베트남 남동 해안과 남중국해에 위치한 남베트남 점령 섬들을 모두 점령하기로 결정했다. 이후, 베트남 인민군 해군(VPN)의 여러 부대가 남베트남의 현지 남베트남 민족해방전선(VC) 부대와 병력을 조율하여 스프래틀리 군도 및 기타 영토를 점령하기 위해 배치되었다.
1970년대 동안 스프래틀리 군도는 이미 이 지역의 많은 국가들에게 분쟁의 원인이었다. 말레이시아, 중화인민공화국, 중화민국(대만), 필리핀 그리고 남베트남 모두가 섬 전체 또는 일부에 대한 주권을 주장했다. 1975년 초, 남베트남이 당시 전쟁 동맹국인 필리핀 군대가 점령하고 있던 사우스웨스트 케이를 침공하면서 영유권 주장국 사이의 잠재적 긴장이 표면화되었다. 필리핀 병사들을 사우스웨스트 케이에서 유인하기 위해 남베트남 당국이 다른 섬에서 열린 필리핀 군사 지휘관의 생일 파티에 매춘부들을 보냈다는 보도가 있었다.
필리핀 병사들이 지휘관의 생일 파티에 참석하기 위해 주둔지를 떠난 동안, 남베트남 병사들이 진입하여 사우스웨스트 케이를 점령했다. 필리핀군이 자신들의 영토를 잃었다는 것을 깨달은 후, 그들은 군사력을 통해 남베트남으로부터 섬을 탈환할 계획을 세웠다. 필리핀군이 계획을 실행에 옮길 수 있을 때쯤, 남베트남은 이미 사우스웨스트 케이에 강력한 방어선을 구축하여 잠재적인 반격을 저지했다. 이후 사우스웨스트 케이는 베트남 인민군 해군(VPN)의 첫 번째 주요 목표가 되었다.

## 서막

### 북베트남
1975년 4월 4일, 베트남 인민군 해군(VPN) 최고사령부와 제5군구 사령부는 추 휘 먼 장군의 지휘 아래 일부 스프래틀리 군도와 다른 섬 집단들을 점령하는 계획에 동의했다. 비밀 계획에 따라, 베트남 인민군 해군(VPN)은 약 170명의 해군 특수부대인 제126대대를 제5군구의 남베트남 민족해방전선(VC) 제471대대와 합류시켰다. 이들은 T673, T674, T675 세 척의 수송선과 제125해상수송여단의 숙련된 선원 및 기술자 60명의 지원을 받았다. 작전은 1975년 4월 9일 오전 12시에 시작될 예정이었으며, 이는 쑤언록 전투에 대한 베트남 인민군(PAVN)의 지상 공격과 일치하고 썰물을 이용하여 특수부대가 남베트남이 점령한 스프래틀리 군도 지역에 상륙할 수 있도록 하기 위함이었다. 작전의 비밀을 유지하기 위해, 베트남 인민군 해군(VPN)은 공격 전 며칠 동안 무선 통신을 최소한으로 유지했다.

### 남베트남
북베트남과 달리 남베트남은 강력한 함대를 가진 대규모 해군력을 보유하고 있었다. 따라서 부제독 충 떤 깡이 지휘하는 베트남 공화국 해군(RVN)은 스프래틀리 군도에 강력한 존재감을 유지할 수 있었으며, 주 스프래틀리 섬 주변의 작은 섬들을 보호하기 위해 베트남 공화국 육군(ARVN)이 제공한 소수의 보병 부대만이 있었다. 섬을 방어하기 위해 ARVN 병력은 주로 소형 보병 무기와 M72 LAW 대전차 무기로 무장했다. 필요할 경우, RVN은 구축함 Trần Khánh Dư (HQ-04), 프리깃함 Trần Nhật Duật (HQ-03), Lý Thường Kiệt (HQ-16), RVNS Ngô Quyền (HQ-17), 그리고 코르벳함 Ngọc Hồi (HQ-12)과 Vạn Kiếp II (HQ-14)을 배치하여 화력 지원을 제공할 수 있었다. RVN은 또한 ARVN 병력에 필수 보급품과 증원군을 수송하기 위해 Lam Giang (HQ-402)과 Hương Giang (HQ-403)이라는 두 척의 수송선에 의존했다.

## 전투

### 사우스웨스트 케이
1975년 4월 9일, 어선으로 위장한 베트남 인민군 해군(VPN) 수송선 3척이 제126대대와 제471대대 대원들을 태우고 스프래틀리 군도의 사우스웨스트 케이를 향해 이동하기 시작했다. 1975년 4월 11일 아침, 미국 제7함대 소속 헬리콥터들이 베트남 인민군 해군(VPN) 수송선 주변을 선회하기 시작했지만, 위장된 북베트남 '어선'이 홍콩 선박으로 오인되어 계속 이동할 수 있었다. 미국 헬리콥터들이 날아간 후, 북베트남군은 사우스웨스트 케이를 향해 계속 항해했다. 4월 13일 밤, 세 척의 선박이 세 방향에서 사우스웨스트 케이에 접근하고 있었다. 1975년 4월 13일 이른 아침, 베트남 인민군 해군(VPN) 제126대대와 남베트남 민족해방전선(VC) 제471대대 병력이 고무보트를 이용해 사우스웨스트 케이에 상륙했다.
완전히 기습당한 사우스웨스트 케이의 베트남 공화국군은 강하게 저항했지만, 30분간의 전투 끝에 베트남 인민군 해군과 남베트남 민족해방전선에 항복했다. 베트남 인민군 해군은 ARVN 6명을 사살하고 33명을 포로로 잡았다고 주장했다. 사우스웨스트 케이 공격에 대한 대응으로, 베트남 공화국 해군은 즉시 프리깃함 리 트엉 키엣(Lý Thường Kiệt)과 HQ-402 수송선으로 구성된 태스크 포스를 구성하여 보복에 나섰지만, 두 선박은 다시 돌아가 남이뜨섬을 대신 방어해야 했다. 초기 목표를 달성한 베트남 인민군 해군 사령부는 수송선 T641을 파견하여 포로로 잡은 베트남 공화국군 병사들을 모두 다낭으로 데려갔다. 사우스웨스트 케이를 확고히 장악한 베트남 인민군 해군사령부는 다음 세 가지 목표인 남이뜨, 신코웨섬, 그리고 샌드 케이에 눈을 돌렸다.

### 샌드 케이
그러나 베트남 인민군 해군(VPN)은 기습 요소를 잃었을 뿐만 아니라 해당 섬을 둘러싼 여러 RVN 프리깃함의 강력한 존재로 인해 남이뜨 섬 공격을 단념했다. 그래서 남이뜨 대신 샌드 케이를 다음 목표로 선택했다. 4월 24일 밤, 대만군의 관측 하에 베트남 인민군 해군(VPN) 수송선들은 이투아바섬의 대만 점령 섬을 지나 다음 목표를 향해 한 줄로 항해했다. 다시, 동일한 작전 방식을 따라, 선박들은 샌드 케이 근처에 정박하고 공격을 준비했다. 4월 25일 오전 1시 30분, 제126대대 소속 3개 소대가 샌드 케이에 성공적으로 상륙했다. 한 시간 후, 그들은 공격을 개시했고 ARVN은 쉽게 패배하여 2명이 사망하고 23명이 포로로 잡혔다.
사우스웨스트 케이와 샌드 케이의 상실은 본토에서 ARVN이 겪은 패배와 결합하여 RVN을 복잡하고 어려운 상황에 빠뜨렸다. 그 결과, 4월 26일 오후 8시 45분, 스프래틀리 군도 지역의 RVN 함선들은 ARVN 제371지역대대를 철수시키고 남이뜨와 신 코웨에서 철수하라는 명령을 받았다. RVN이 스프래틀리 군도에서 철수할 준비를 하는 동안, 베트남 인민군 해군(VPN) 정찰대는 하노이에 보고서를 보내 RVN 함선들이 남이뜨와 신 코웨에서 위치를 이탈하고 있음을 해군 사령부에 알렸다. 남베트남군의 철수 소식을 듣자마자, 베트남 인민군 해군(VPN) 사령부는 제126대대에 남은 섬들을 점령하라고 명령했다. 4월 27일과 28일, 베트남 인민군(PAVN) 제126대대는 저항 없이 남이뜨와 신 코웨에 진입했다. 4월 29일, 베트남 인민군 해군(VPN)은 남베트남이 점령했던 스프래틀리 군도의 모든 섬을 성공적으로 점령하는 임무를 완수했다.

### 푸꾸이섬
푸꾸이현은 꿀라오 투(Cu Lao Thu)로도 알려져 있으며, 베트남 남부 해안에 위치해 있다. 이 섬은 판티엣에서 약 60 해리 (110 km) 떨어져 있고, 깜라인만에서 약 82 해리 (152 km) 떨어져 있다. 섬의 크기는 약 21제곱킬로미터이며, 1975년에는 약 12,000명의 인구가 거주했다. 1975년 3월 말, 베트남 공화국군은 푸꾸이에 경찰 소대 1개와 인민 자위군 4,000명으로 구성된 보안팀을 유지했다. 1975년 4월부터 푸꾸이의 현지 베트남 공화국군 병력은 베트남 인민군(PAVN)이 함떤현을 점령했을 때 본토의 함떤 마을에서 탈출한 베트남 공화국군 병사 800명이 추가로 합류했다. 4월 22일, 베트남 공화국 해군은 HQ-11 코르벳함과 소형 순찰정 1척을 배치하여 베트남 인민군 해군(VPN)의 공격으로부터 섬을 방어했다. 1975년 4월 26일, 깜라인 기지의 베트남 인민군(PAVN) 남중부 해안 사령부와 베트남 인민군 해군(VPN) 제125해상수송여단은 제5군구 소속 제407특수부대대원과 제95연대 일부를 푸꾸이로 수송하기 시작했다.
4월 27일 오전 1시 50분, 베트남 인민군이 섬에 상륙하여 푸꾸이섬 전투가 시작되었다. 기습을 당한 남베트남군 부대들은 섬의 행정 중심지로 후퇴하여 북베트남군을 밀어내기 위해 방어선을 구축했다. 해상에서 베트남 공화국 해군의 HQ-11 호위함은 베트남 인민군 해군(VPN) 제125해군수송여단 소속 보트들과 충돌했지만, 결국 베트남 인민군 해군(VPN)이 사용한 장거리 포병의 화력이 HQ-11에게 너무 강하여 심각한 손상을 입고 섬에서 후퇴했다. 몇 시간의 기다림 끝에 HQ-11의 지휘관은 베트남 공화국의 추가 증원군이 도착하지 않자 닻을 올리고 필리핀으로 탈출하기로 결정했다. 오전 6시 30분, 베트남 공화국군의 잔당들은 항복하고 저항을 끝냈다. 북베트남은 베트남 공화국군 포로 382명을 잡았고, 900개 이상의 다양한 종류의 무기를 수거했다고 주장했다.

### 꼰다오 제도
꼰다오 제도는 남중국해 남서부에 위치하며, 붕따우 시에서 약 180 킬로미터 (110 mi) 떨어져 있다. 꼰선섬은 면적 52제곱킬로미터로 전체 꼰다오 제도의 약 75%를 차지하는 가장 큰 섬이다. 꼰선은 섬에서 가장 큰 읍이며 지역 정부의 소재지이기도 했다. 전쟁 말기까지 꼰다오 교도소에는 정치범 및 군사 포로 약 7,000명이 수감되어 있었고, 그 중 500명은 여성이었다. 4월 29일, 꼰선 비행장은 남베트남 정부 관리와 미국 고문관들이 모여 근처에 정박해 있던 제7함대 (미국)의 미군 전함으로 대피하기 위한 임시 거점이 되었다. 전쟁 마지막 날, 약 2,000명의 ARVN 병사들이 섬을 방어하고 있었다.
5월 1일 이른 아침, 제7교도소의 모든 정치범들이 봉기를 일으켜 남베트남 교도소 당국의 남은 병력을 신속하게 제압했다. 그들은 섬을 통치하기 위한 임시 위원회를 구성하고, 노획한 무기를 사용하여 3개 소대 규모의 부대를 조직하여 ARVN의 잔당들을 향해 진격했다. 정치범들은 빈딘 브엉, 캠프 IV, 캠프 V의 ARVN 막사를 공격했다. ARVN은 반격하는 대신 도망치기로 선택했으며, 대량의 무기와 탄약을 남겨두었다. 남베트남의 항복 소식에 고무된 포로들은 이미 남베트남군이 버려둔 지역 경찰서를 향해 계속 진격했다. 오전 8시까지 포로들은 27대의 항공기를 포함한 모든 전 남베트남 인프라와 자산을 점령했으며, 꼰선 공항에 남아있던 ARVN 병사들도 항복했다.
5월 2일 저녁, 꼰다오 섬의 반군 포로들은 북베트남 군부대와 통신을 성공적으로 확립했다. 북베트남군의 도착에 대비하여 임시 위원회는 남베트남군이나 미군의 반격 가능성에 대비하여 섬 주변에 참호 시스템을 구축하기 시작했다. 5월 5일 아침, 베트남 인민군 해군(VPN) 제171연대와 제172해군연대가 베트남 인민군(PAVN) 제3사단의 일부 병력과 함께 꼰다오 섬에 상륙했다. 하루 종일 정규 북베트남군 부대와 반군 포로들은 꼰다오 제도의 나머지 지역에 대한 통제권을 확립하기 위해 협력했다.

## 여파
두 달 이상의 계획 및 전투 작전 끝에, 베트남 인민군 해군(VPN)은 남베트남으로부터 스프래틀리 군도, 푸꾸이 및 꼰다오 섬 집단들을 성공적으로 점령했다. 승리 후 며칠 동안 북베트남은 안방(암보이나 케이), 신 코웨 동부, 피어슨 암초(혼 삽)의 작은 케이와 암초 위에도 깃발을 게양했다. 1976년 베트남 통일 이후, 일부 스프래틀리 섬들은 카인호아성의 일부가 되었다.
베트남의 정치적 주권을 주장하기 위해 북베트남 군대는 처음에는 제2사단의 4개 대대를 제5군구에서 파견하여 섬들을 방어했다. 1975년 9월, 북베트남 국방부는 베트남 인민군(PAVN) 제325사단 소속 제46보병연대를 베트남 인민군 해군(VPN)으로 전속시켜 제126해군연대와 함께 여단을 구성하여 스프래틀리 군도 및 기타 섬 집단을 방어하도록 했다. 1976년 베트남 사회주의 공화국 수립 이후, 추가 부대들이 제126해군보병여단으로 전속되어 베트남의 외곽 섬들의 방어를 강화했다.

## 내용주
1. 1 2  Pham & Khang, pp. 347–347.
2. 1 2  Dinh, p. 150.
3. ↑  Kenny, p.66.
4. ↑  Dinh, pp. 352–355.
5. ↑  Navy High Command, p. 313.
6. 1 2  Dinh, p. 162.
7. 1 2 3 4  Thayer & Amer, p. 69.
8. 1 2  Dinh, p. 153.
9. 1 2  Dinh, p. 155.
10. ↑  Marwyn Samuels (2013). 《Contest for the South China Sea》. Routledge. 27쪽.
11. 1 2  Navy High Command, p. 320.
12. ↑  Dinh, p. 168.
13. ↑  Farrell, p. 66.
14. ↑  The Encyclopedia of Vietnam, p. 557.
15. 1 2 3  Pham, p. 366.
16. ↑  Pham & Khang, pp. 357–358.
17. ↑  Navy High Command, p. 322.
18. 1 2  Phan, p.19.
19. ↑  Quy, p.17.